# クィントゥス・ファビウス・ウィブラヌス (紀元前467年の執政官)
クィントゥス・ファビウス・ウィブラヌス（ラテン語: Quintus Fabius Vibulanus、生没年不詳）は共和政ローマの軍人、政治家。紀元前5世紀半ばに執政官 (コンスル)を三度務めた。また第二次十人委員会の委員である。

## 経歴

### 出自
父は紀元前483年と紀元前480年に執政官を務めたマルクス・ファビウス・ウィブラヌスであり、ティトゥス・リウィウスによると、ファビウス氏族は紀元前477年にクレメラ川の戦いでウェイイに敗れて全滅し、若年のためローマに残っていたクィントゥス・ファビウスが唯一の生き残りとなったという。

### コンスルシップ
成人したクィントゥス・ファビウスは、三度執政官を務めている。
1. 紀元前467年：同僚執政官ティベリウス・アエミリウス・マメルクス
2. 紀元前465年：同僚執政官ティトゥス・クィンクティウス・カピトリヌス・バルバトゥス
3. 紀元前459年：同僚執政官ルキウス・コルネリウス・マルギネンシス・ウリティヌス

一度目の執政官のとき、同僚のアエミリウスは土地分配法に理解があり、プレブスは彼を頼りに再度法案を提出したが、当然元老院は反発した。そこでファビウスは前年ティトゥス・クィンクティウス・カピトリヌス・バルバトゥスが陥落させたアンティウム（現在のアンツィオ）の土地を分配することを提案し、希望者を募ったが、ローマの土地でなければという者が大半で名簿がほとんど埋まらなかった。彼自身はアエクイ族に勝利して講和を結んだが、すぐにアエクイはそれを破りラティウムに攻め込んできたという。
二度目の執政官のとき、アエクイとの戦いは三年目に入っていた。彼は前回の実績からくじ引きによらずにアエクイ担当となり、降伏勧告を行ったものの無視されたため、同僚のバルバトゥスと共に出陣した。会戦となるとローマは強く敵を一蹴したが、アエクイは得意のゲリラ戦に訴えたため、その恐怖がローマにまで及んで混乱が生じた。バルバトゥスは元老院を招集して国事停止を宣言させる事態となったが、ファビウスの活躍は目覚ましく、方々でゲリラを蹴散らして略奪品を奪い返したため国事停止は四日間で終了した。その後もファビウスはアエクイ領まで攻め込んで戦利品を多数持ち帰ったという。
三度目の執政官のとき、彼はアンティウムに迫っていたウォルスキ族を包囲して撃退し、また返す刀でアエクイに占領されていたトゥスクルム（en）を救援した。最終的にはアエクイを攻撃してトゥスクルムを奪還し、アルギドゥス山（en:Algidus Mons）近くで敵兵多数を殺害した。この勝利によって、両執政官は凱旋式を実施する名誉を得ている。アエクイとの講和は成立したものの、国内では紀元前462年に提出された護民官による執政官権限制限法を巡る争いが継続する事となったという。

### 十人委員会
紀元前450年、アッピウス・クラウディウス・クラッスス・インレギッレンシス・サビヌスが、クィントゥス・ファビウスを第二次十人委員会の委員に選んだ。十人委員会は執政官に代わってローマの全権を有する会議であり、最初の成文法である十二表法を設定した。この十人委員会はその後独裁的に振舞うようになったが、リウィウスによるとクィントゥス・ファビウスは元々政治にも軍事にも秀でた男であったのが、アッピウス・クラウディウスに篭絡され、不誠実な男となっていたという。翌紀元前449年、平民の十人委員会への怒りが積もりに積もっており、外征によってそれを紛らわせようとアッピウス・クラウディウスとクィントゥス・ファビウスが軍を率いる事となり、ファビウスはサビニ人と戦ったが兵士は全くやる気がなく軽く敗退したという。

## 参考資料
1. ↑  ティトゥス・リウィウス『ローマ建国史』、2.50.
2. ↑  ティトゥス・リウィウス『ローマ建国史』、3.1
3. ↑  ティトゥス・リウィウス『ローマ建国史』、3.3
4. ↑  ティトゥス・リウィウス『ローマ建国史』、3.22
5. ↑  ティトゥス・リウィウス『ローマ建国史』、3.23
6. ↑  凱旋式のファスティ
7. ↑  ティトゥス・リウィウス『ローマ建国史』、3.24
8. ↑  ティトゥス・リウィウス『ローマ建国史』、3.41
9. ↑  ティトゥス・リウィウス『ローマ建国史』、3.42